# Roeboides dispar
Roeboides dispar är en fiskart som beskrevs av Lucena 2001. Roeboides dispar ingår i släktet Roeboides och familjen Characidae. Inga underarter finns listade i Catalogue of Life.